# Rhododendron shanii
Rhododendron shanii är en ljungväxtart som beskrevs av Wen Pei Fang. Rhododendron shanii ingår i släktet rododendron, och familjen ljungväxter. Inga underarter finns listade i Catalogue of Life.